# Fangeleg
Fangeleg eller tagfat er en leg, som almindeligvis går ud på at en eller flere deltagere skal "fange" de andre deltagere ved at røre dem med hånden. Fangeleg er en af de simpleste lege og har sandsynligvis altid været leget i sin grundlæggende udgave; men der findes også mere komplekse regelsæt og regelfortolkninger. Denne kombination af enkelhed og regel-kreativitet gør fangeleg til en spændende børneleg, som kan leges på legepladser og mange andre steder.
Legen er så fundamental at den også kan findes praktiseret i dyreverdenen blandt dyreunger. Den skal gøre ungerne klar til voksenlivet, hvor livet i naturen i høj grad handler om jagt eller flugt.[kilde mangler]

## Typer af tagfat
Hos mennesket findes flere forskellige udgaver af tagfat:
Kædetagfat
Definer et område hvor deltagerne må løbe. Når man fanger, skal man tage den fangede i hånden. Når man bliver 5 i en række, deles rækken i 2. Legen slutter når alle er fanget.
Sidde-tagfat
Helle når man sidder ned. Man skal løbe minimum 10 skridt mellem hver gang man sidder ned.
Kryds-tagfat
Hvis en person er ved at blive fanget, kan en anden deltager i legen krydse ind foran fangeren og fangeren skal nu løbe efter den der krydser.
Labyrint-tagfat
Min. 12-16 deltagere. To udpeges; en fanger og én der skal fanges (f.eks. kat og mus). Stil i rækker med lige mange i hver, rækkerne skal så vidt muligt stå i et kvadrat. Stå med armslængde til sidemanden og til den foranstående og den bagvedstående. Alle rækker armene ud så der laves lige rækker. På et givet signal, vender alle 90 grader til højre og laver nu kæde med dem der før stod overfor og bagved. Der leges nu fange ind imellem rækkerne og den der skal tages må give tegn til at rækkerne vender rundt.
Gå-tagfat
Gå i stedet for at løbe.
Kineser-tagfat
Leges næsten som almindelig tagfat, men den der bliver rørt, skal holde sin ene hånd på det sted hvor han bliver rørt. Hvis fangeren rører den der løber på ryggen og siger "taget", skal den nye fanger løbe med hånden på ryggen. Han må fjerne hånden når han har fanget en ny. Stopper når den ikke er sjov længere.